# Lijst van acteurs en actrices uit Vrouwenvleugel
Dit is een lijst van acteurs en actrices die een bij- of gastrol hebben gespeeld in Vrouwenvleugel, een serie die werd uitgezonden tussen 1993 en 1995.

## A
- Arletta Aarts - Thea Molenaar (zus van David Molenaar) (1995)
- Ruud van Andel - Man van Anna ten Hage (1993), Meneer de Graaf (1994)
- Griete van den Akker - Gynaecoloog (1994)
- David Asser - Stefan Keur (1995)
- René van Asten - Huub Hoefnagel (geliefde van Akkie Dorrestijn) (1995)
- Adriaan Arndts - Portier (kurhaus aflevering) (1995)

## B
- Femke Bakker - Lieke Zandbergen (stiefdochter van Lea Zandbergen, dochter van Lodewijk Zandbergen) (1993)
- Edda Barends - Moeder Stoker (schoonmoeder van Agnes Schmeenk) (1995)
- Bram Bart - Karel van Woerkom (1993)
- Harry Bas - Pensionhouder (1994)
- Samantha Bennis - Marjan Daal (1993)
- Carolien van den Berg - Mevrouw Bunders (moeder van het dodelijke slachtoffer van de brand waar Joy Deurslag bij betrokken was) (1995)
- Marjan Berk - Mevrouw Piep (Buurvrouw van de Vrouwenvleugel) (1994-1995)
- Babet Beune - Verpleegster (1995)
- Hans Beijer - Drogist (1995)
- Anja ten Boer - Vrouw van Wilberto (1995)
- Raoul Boer - Wimpie Wittebol (jongste zoon van Nel en Trip Wittebol) (1994-1995)
- Ruud van de Braak - Ger Smit (vriend en later man van Josje Werkman) (1993-1994)
- Arnie Breeveld - Marvin (broer van Baby Miller) (1995)
- Wilma van den Broecke - Mies Werkman (zus van Josje Werkman) (1993)
- Peter Broekaert - Eigenaar striptease-tent (1995)
- Sasja Brouwers - Verpleegster (1994)
- Felix Burleson - Edgar Bonza #2 (1994)
- Reinier Bulder - Wijkagent Klaas Vortman (verloofde van Tonny Oerlemans-de Boer) (1995)

## C
- Kees Cirkel - Man in Café de Bajes (1995)

## D
- Roemer Daalderop - Reinier Vriens (advocaat en tevens vriend van Maria Wezenbeek) (1994)
- Pim Daane - Harry Stoker (man van Agnes Schmeenk) (1995)
- Thijs Dekker - Melkboer (1995)
- Lucas Dietens - Inspecteur/Rechercheur de Wit #2 (1994)
- Rikkert van Dijck - Klant striptease-tent (1995)
- Jacob Dijkstra - Opa Schmeenk (vader van Agnes Schmeenk) (1995)
- Daan Dillo - Barman (1994)
- Tingue Dongelmans - Advocaat van José Donkers (1994)
- Dana Dool - Vrouw in Café de Bajes (1995)
- Ruud Drupsteen - Ober (1994)
- Glenn Durfort - Tolk Latali (1993)

## E
- Rein Edzard de Vries - Commandant Draaier (1993)
- Akkemay Elderenbos - Handlangster 1 van José Donkers (1994)
- Arnica Elzendoorn - Lettie (ex-gevangene van de Vrouwenvleugel die Lea Zandbergen ontmoet in een kroeg) (1993)

## F
- Hella Faassen - Pensionhoudster (1994)
- Jasper Faber - Joris (vriend van Chalie S. en Snoes Rivaan) (1995)
- Marcel Faber - Karel Fijndraad (gijzelnemer van de Vrouwenvleugel; zit zelf vast op de mannenafdeling) (1993)
- Rudi Falkenhagen - Ricardo (ex-)man van Guusje van de Wetering) (1995)
- Arianne Fennema - Blonde vrouw (1995)
- Marijke Frijlink - Vroedvrouw (1994-1995)
- Winie Froeling - Dame (1995)

## G
- Arend de Geus - Rechercheur (1995)
- Rit Geys - Goedele (geliefde van Teun Metz) (1995)
- Bart Gabriëlse - Ron (geliefde van Wimpie Wittebol) (1995)
- Herman van der Gragt - Herman (1993), Anton Perini (1994)
- Willy van der Griendt - Vrouwelijke gijzelaar (1994)
- Casper Gimbrère - Robin (vriend van Joy Deurslag) (1995)

## H
- Jules Hamel - Lodewijk Zandbergen (man van Lea Zandbergen) (1993)
- Arie Hage - Bloemenverkoper (1994)
- Lydeke Härschnitz - Sophie Martens (1995)
- Reinier Heidemann - Pa Donkers (vader van José Donkers) (1995)
- Gerard Heystee - Ferdinand Kramer (geliefde van Jantje Kruimel) (1993-1995)
- Eric Holm - Kerel 1 (1995)
- Boudewijn van Hulzen - Inspecteur/Rechercheur de Wit #1/#3 (1994-1995)
- Saskia Huybrechtse - Visitatrice gevangenis (1993)

## J
- Marc Jacobs - Nieuwslezer Radio (1993)
- Frits Jansma - Man in snackbar 1 (1993)
- Daniëlle Jesse - Tandarts (tijdens de ontsnapping van Jacqueline Karstens (1993)
- Duck Jetten - Vette Jopie (prostituee) (1993)
- Marte Jongbloed - Wieteke Molenaar (zus van David Molenaar) (1995)

## K
- Norbert Kaart - Commandant (1994)
- Ferry Kaljee - Inspecteur de Zwart (1993)
- Albertine de Kanter - Verpleegster (1993)
- Catherine Keijl - Nieuwslezer Televisie (1993)
- Mark van der Keur - Patrick Vrijman (zoon van Liesbeth Vrijman) (1993)
- Wilfred Klaver - Charlie S. (geliefde van Snoes Rivaan) (1995)
- Koos van der Knaap - Vriend van Trip Wittebol (1995)
- Nora Kretz - Tante Jopie (pleegmoeder van Baby Miller) (1995)
- Ids van der Krieke - Verpleger van Jantje Kruimel (1993)
- Irene Kuiper - Anita Oerlemans (ex-)vrouw van Wiebe Oerlemans) (1993)

## L
- Pim Lambeau - Lies Claus (moeder van Julia Claus) (1993-1995)
- Rolf Leenders - Rupert Dixon (Bezoeker/medewerker van Gillian Bloch) (1994)
- Eugène Ligtvoet - Man (1995)
- Maud Loth - Belinda Milton (vriendin van Smorrie Bakboord) (1993-1994)
- Gertjan Louwe - Taxichauffeur 2 (1994)
- Rik Luycx - Barry Huisman (eerste vriend van Wimpie Wittebol) (1994)

## M
- Mickael M'Putu - Baby Jimmy (zoon van David en Julia Molenaar) (1995)
- Sacco van der Made - Flip de Ruis (geliefde van Jantje Kruimel) (1994-1995)
- Paula Majoor - Oma Schmeenk (moeder van Agnes Schmeenk) (1995)
- Patrick van Marissing - Harm Boonstra (broer van Tessa Boonstra) (1993)
- Freddy Martina - Edgar Bonza #1 (man van Smorrie Bakboord) (1993)
- Hugo Metsers jr. - Tim Verbeek (vriend van Lieke Zandbergen) (1993)
- Manouk van der Meulen - Journaliste Froukje Lok (1993)
- Agaath Meulenbroek - Tilly de Vries (1995)
- Gerard Meyler - Zwerver (1994)
- Suzanne Meyroos - Carla Troost-van Beusekom (dochter van Kees en Gerda van Beusekom en (ex-)vrouw van Maurits Troost)(1993-1995) (ook als Suzanne Meijroos)
- Jurg Molenaar - President van de Rechtbank (1994)
- Smadar Monsinos - Bezoekster van Gillian Bloch (1994)
- Carolina Mout - Handlangster 2 van José Donkers (1994)
- Danny de Munk - Kees Wittebol (oudste zoon van Nel en Trip Wittebol, tevens geliefde van Millie Koenders) (1994)
- Hero Muller - Vader Winkel (vader van Eefje Winkel) (1993)

## N
- Harry Nijhof - Evangelist (1993)
- Anousha Nzume - Millie Koenders (eigenaresse van Café de Bajes, tevens geliefde van Kees Wittebol) (1994-1995)

## O
- Valentijn Ouwens - Rechercheur Baten (1993)
- Martijn Oversteegen - Joost (1995)

## P
- Niek Pancras - Ruud Lepel (trambestuurder, tevens date van Smorrie Bakboord) (1994)
- René Plemp - Taxichauffeur 1 (1994)
- Alyssa Postnikova - Russische vrouw (bezoekster van Gillian Bloch) (1994)
- Roel Pot - Chasseur (1994)
- Pieternel Pouwels - Marion Molenaar (zus van David Molenaar) (1995)
- Leon Prins - Arts (1995)

## R
- Diewertje van der Ree - Bregje (dochter van Agnes Schmeenk) (1995)
- Wolf Remlee Pheil - Reinier (getuige van Ger Smit tijdens het huwelijk van Ger en Josje) (1993)
- Georgette Rejewski - Mies Vlimmen (vriendin van Jantje Kruimel, Flip de Ruis en Ferdinand Kramer) (1995)
- Helfrich Rijsenburg - Marvin (vriend van Angela Brown) (1993)
- Leontine Ruiters - Anna ten Hage (geliefde van Teun Metz) (1993-1994)
- Jan Willem Ruyter - Examinator (tijdens het Kraandrijversexamen van Teun Metz) (1995)

## S
- Nico Schaap - Barman (1993)
- Elsje Scherjon - Directrice (van het verzorgingstehuis waar Flip de Ruis en Ferdinand Kramer wonen) (1994)
- Hidde Schols - Rinke Vis (zoon van Cor Vis) (1994)
- Huub Scholten - Hein de Bruin (zwager van Guusje van de Wetering) (1995)
- Agnes Schuch - Hetty (vriendin van Guusje van de Wetering) (1995)
- John Serkei - Joop Koenders (vader van Millie Koenders) (1994)
- Wim Serlie - Dokter (1994)
- Ricardo Sibelo - Carlos Emanuels (werkpartner van Jacqueline Karstens) (1994) (later Bewaarder Jan Brouwer) (1995)
- Nienke Sikkema - Gerda van Beusekom (vrouw van Kees van Beusekom) (1993)
- Monique Smal - Bep (prostituee) (1994)
- Ger Smit - Jaap Jor(r)itsma (vriend van Lies Claus) (1994-1995)
- Peter Smits - Jim van de Berg (vriend/man van Anna ten Hage) (1994-1995)
- Laurens Spoor - Interim Directeur Lex Knoop (1993)
- Jeroen Stam - Barman (1995)
- Dan van Steen - John Leeflang (gijzelnemer van de Vrouwenvleugel; zit vast op de mannenafdeling) (1993)
- Peter Sterk - Kerel 2 (1995)
- Jaap Stobbe - Wilberto (1995)
- Coby Stunnenberg - Moeder Molenaar (moeder van David Molenaar) (1995)

## T
- Glynis Terborg - Tamara Bakboord (dochter van Smorrie Bakboord (1993-1994)
- Henriëtte Tol - Mia (bazin van Charlie S.) (1995)
- Andrea Tolson - Blonde meid (vreemdgangster met man van Agnes Schmeenk) (1995)
- Dimme Treurniet - Toon (geliefde van Rietje Verdonk)

## V
- Hans van Veggel - Advocaat van Diem (1993)
- Ellen Veger - Loes de Bruin - van de Wetering (zus van Guusje van de Wetering) (1995)
- Leo van der Velden - Kevodic (1995)
- Meindert Viswat - Vader Boonstra (vader van Tessa Boonstra) (1993)
- Robbert Vogtländer - Regisseur verhaal Cor Vis (1994)
- Bart de Vries - Man in snackbar 2 (1993), Corneel (wilde Jacqueline Karstens vermoorden) (1994)
- Nico de Vries - Rechercheur Meijer (1993)

## W
- Henk Wams - Bob Prins (1993)
- Rutger Weemhoff - Ritske de Bont (geliefde van Tonny de Boer-Oerlemans) (1995)
- Hedey van Wijngaarde - Rechercheur van Roeden (1993)
- Joop Wittermans - Trip Wittebol (man van Nel Wittebol) (1994-1995)
- Dick Woudenberg - Pastoor (tijdens het huwelijk van David Molenaar en Julia Claus) (1995)